# Viva Hate (TV-serie)
Viva Hate är en svensk dramaserie från 2014 i regi av Jens Lien och med manus av Peter Birro. Den produceras av filmproduktionsbolaget Anagram Produktion.
Huvudrollerna spelas av Tom Ljungman, Wilhelm Johansson, Mandus Berg och Johannes De Lima. Serien består av tre delar och hade premiär i Sveriges Television 25 december 2014.
Serien utspelar sig i Göteborg i början av 90-talet där fyra vänner i slutet av tonåren drömmer om att bli rockstjärnor och startar bandet Viva Hate. Viva Hate är en referens till Morrisseys första soloalbum.
Serien vann priset för den bästa dramaserien på Prix Europa 2015.

## Rollista i urval
- Tom Ljungman – Daniel
- Wilhelm Johansson – Morgan
- Mandus Berg – Fabian
- Johannes De Lima – Juan
- Anna Åström – Fanny
- Anastasios Soulis – Tommy
- Lena Endre – Eva
- Peter Andersson – Sören
- Olov Larsson – Henchman
- Christopher Wagelin – Lelle
- Denice Ljunglöf – Annika
- Malin Morgan – Camilla
- Juan Rodríguez – Restaurangägare
- Nanna Blondell – Susanne
- Lisette Pagler – Dolores
- Ebbot Lundberg – Anders Hansson
- Leif André – Gustav i dansbandet
- Simon J. Berger – Björn Afzelius
- Adam Lundgren – Thåström
- Ida Breimo – Karin